# Kirkuk (muhafaza)
Kirkuk (kurd. Kerkûk, arab. كركوك), w latach 1976-2006 At-Tamim (arab. التأميم, kurd. Temîm) – jedna z 18 prowincji Iraku. Znajduje się w centralno-północnej części kraju. Stolicą prowincji jest miasto Kirkuk.